# Gelam (Cipocok Jaya)
Gelam is een bestuurslaag in het regentschap Serang van de provincie Banten, Indonesië. Gelam telt 7145 inwoners (volkstelling 2010).